# ناصر سابق
ناصر سابق فنان تشكيلي سوري، ولد عام 1948 في قرية الكفر بمحافظة السويداء - سوريا، خريج معهد التربية الفنية ب دمشق عام 1972 وعضو نقابة الفنانين الجميلة، وشارك في العديد من المعارض واقام عدة معارض فردية في سورياوخارجها واخرها معرضا فرديا في مدينة دينسبيرغ الألمانية عام2003, له العديد من الأعمال المحفوظة في بلدان اوربية وفي دول الخليج العربي وفي وزارة الثقافة في سوريا، حصل على جوائز عديدة.كان وما زال يؤمن باهمية الثقافة الفنية في بناء الفنان وليس الاعتماد فقط على الموهبة.من أجمل أعماله واكثرها تميزا لوحة فنية تجسد أحداث معركة الكفر وهي أولى معارك الثورة السورية الكبرى ضد الاحتلال الفرنسي في 21 يوليو تموز عام 1925.
فنان مبدع عشق الطبيعة والالوان فتن بجمال الطبيعة في السويداء دخل عالم الفن حاملا معه ذكريات غنية بكل ما هو اصيل، أبدع لوحات معبرة عن التراث وجمال الطبيعة والعادات والتقاليد، قدم في أعماله ولوحاته لحنا تراثيا جميلا بعمق المعنى وجمال اللون وتميزه.